# Episodi di Red Band Society
La prima e unica stagione della serie televisiva Red Band Society è stata trasmessa in prima visione assoluta negli Stati Uniti dal 17 settembre 2014 al 7 febbraio 2015 su Fox.
In Italia, la stagione è stata resa disponibile sulla piattaforma di trasmissione televisiva online Sky On Demand dal 1º marzo 2016, e successivamente su TIMvision da giugno dello stesso anno. La trasmissione televisiva invece, è iniziata il 4 ottobre 2018 alle 04:30 su Rai 1.
| nº | Titolo originale                                     | Titolo italiano                          | Prima TV Stati Uniti | Pubblicazione Italia |
| -- | ---------------------------------------------------- | ---------------------------------------- | -------------------- | -------------------- |
| 1  | Pilot                                                | Un manipolo di fratelli                  | 17 settembre 2014    | 1º marzo 2016        |
| 2  | Sole Searching                                       | Anima solitaria                          | 24 settembre 2014    | 1º marzo 2016        |
| 3  | Liar, Liar Pants on Fire                             | Bugiardo, bugiardo lo vedo dallo sguardo | 1º ottobre 2014      | 1º marzo 2016        |
| 4  | There's No Place Like Homecoming                     | Casa dolce casa                          | 8 ottobre 2014       | 1º marzo 2016        |
| 5  | So Tell Me What You Want What You Really Really Want | Charlie                                  | 15 ottobre 2014      | 1º marzo 2016        |
| 6  | Ergo Ergo                                            | Guerra di ego                            | 5 novembre 2014      | 1º marzo 2016        |
| 7  | Know Thyself                                         | Conosci te stesso                        | 12 novembre 2014     | 1º marzo 2016        |
| 8  | Get Outta My Dreams, Get Into My Car                 | Un dottore inaspettato                   | 19 novembre 2014     | 1º marzo 2016        |
| 9  | How Did We Get Here?                                 | Come siamo arrivati qui?                 | 26 novembre 2014     | 1º marzo 2016        |
| 10 | What I Did For Love                                  | Cosa ho fatto per amore                  | 3 dicembre 2014      | 1º marzo 2016        |
| 11 | The Guilted Age                                      | Senso di colpa                           | 31 gennaio 2015      | 1º marzo 2016        |
| 12 | We'll Always Have Paris                              | Ci rimarrà sempre Parigi                 | 7 febbraio 2015      | 1º marzo 2016        |
| 13 | Waiting for Superman                                 | Aspettando Superman                      | 14 febbraio 2015     | 1º marzo 2016        |